# Мазур, Барри
Ба́рри Ма́зур (англ. Barry Mazur; род. 19 декабря 1937, Нью-Йорк) — американский математик, профессор Гарвардского университета.

## Биография
Родился в 1937 году в Нью-Йорке в ортодоксальной еврейской семье. Учился в Массачусетском технологическом институте, однако не получил степень бакалавра, так как его сочли не удовлетворяющим требованиям программы подготовки офицеров запаса. Несмотря на это, он смог продолжить обучение в Принстонском университете и, в 1959 году, получил степень Ph.D., после этого работал в Гарвардском университете. В 1960 году женился на Грэйс Дэйн, её специальность — биолог. Их сын — философ Александр (Зеке) Мазур (род. 1969).
Ранние работы Мазура относились к геометрической топологии. Ещё в 50-х годах он доказал гипотезу Шёнфлиса, которая является усложнённой версией теоремы Жордана (независимо от него эту гипотезу доказал Мортон Браун). Также он впервые описал многообразие Мазура — стягиваемое компактное четырёхмерное гладкое многообразие (с краем), не гомеоморфное четырёхмерному шару.
В 60-е годы он начал работать в области алгебраической геометрии, особенно диофантовой и арифметической геометрии (связанной с теорией чисел). Причины, способствовавшие этому переходу, он описал следующим образом:

Мне повезло в том, что, когда я только начинал задумываться о теории чисел, я был окружён математиками, чья работа воплощала эти настроения. Серж Ленг помог мне в очень многом, […] он дал мне надежду, что топологическая точка зрения может быть полезна в теории чисел. Гротендик был особенно терпелив со мной, ведь когда мы впервые встретились, я не знал практически ничего об алгебре. Во время одной из наших первых встреч он поднял вопрос (который до этого был задан ему Вашнитцером), может ли гладкое собственное алгебраическое многообразие над действительным квадратичным полем дать топологически неизоморфные многообразия при использовании двух различных вложений числового поля в R. Превосходный вопрос, по крайней мере для меня! Не то чтобы я смог ответить на него, но он был одним из немногих алгебро-геометрических вопросов, которые я был способен тогда оценить. […] этот вопрос был достаточным стимулом для тополога, чтобы заинтересоваться алгебраической геометрией. Я начал изучать алгебраическую геометрию, работая вместе с Майком Артином.— Ответ Мазура на присуждение премии Стила
Мазур доказал несколько теорем, оказавших большое влияние на развитие теории чисел. Теорема Мазура о кручении, дающая полный перечень возможных подгрупп кручения эллиптических кривых над рациональными числами, является важным результатом по арифметике эллиптических кривых. В статье Modular curves and the Eisenstein ideal он производит анализ рациональных точек определённых модулярных кривых, некоторые результаты из этой статьи были использованы Уайлсом при доказательстве Великой теоремы Ферма. Ещё до этого Уайлс и Мазур совместно доказали Основную гипотезу теории Ивасавы.
Мазур написал две книги, в которых он объясняет своё понимание теории чисел: Imagining numbers: (particularly the square root of minus fifteen) и Circles Disturbed, a collection of essays on mathematics and narrative.
C 1982 года Барри Мазур является членом Национальной академии наук США, с 2012 года — действительным членом Американского математического общества. Награждён премией Веблена по геометрии, премией Коула по теории чисел, премией Шовене, а также премией Стила с формулировкой: «за плодотворный вклад в исследования». В начале 2013 года был награждён Национальной научной медалью США.